# Moulins (Ille-et-Vilaine)
Pour les articles homonymes, voir Moulins.
Moulins est une commune française située dans le département d'Ille-et-Vilaine en région Bretagne et peuplée de 716 habitants.

## Géographie

### Localisation
La commune se situe à l'est du département, à une trentaine de kilomètres de Rennes et une vingtaine de Vitré. Elle intègre Vitré Communauté le 1er janvier 2014.
Le bourg est traversé par la route départementale no 643.

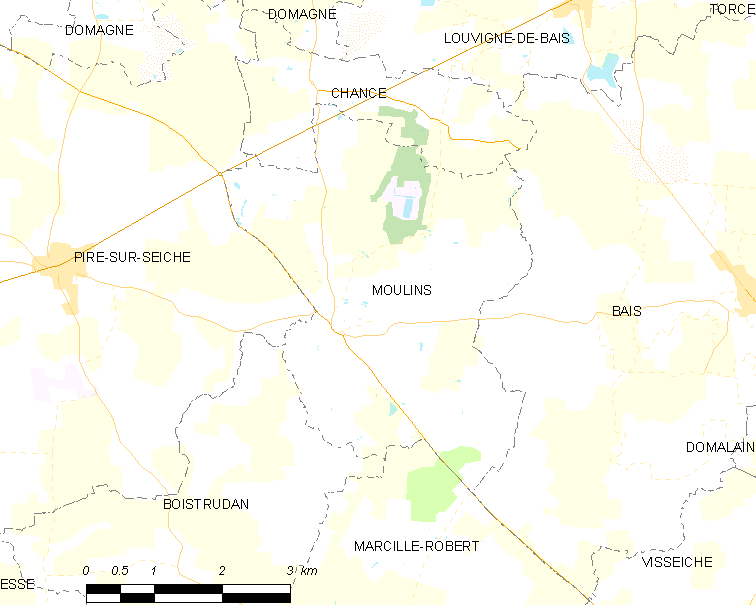
Carte de la commune.

|                 | Chancé          |      |
| Piré-sur-Seiche | Moulins         | Bais |
| Boistrudan      | Marcillé-Robert |      |

### Hydrographie
Pour un article plus général, voir Réseau hydrographique d'Ille-et-Vilaine.
La commune est située dans le bassin Loire-Bretagne. Elle est drainée par la Quincampoix, le Coquerelle,,.
La Quincampoix (Seiche), d'une longueur de 33 km, prend sa source dans la commune de Domalain et se jette  dans la Seiche à Janzé, après avoir traversé six communes. 

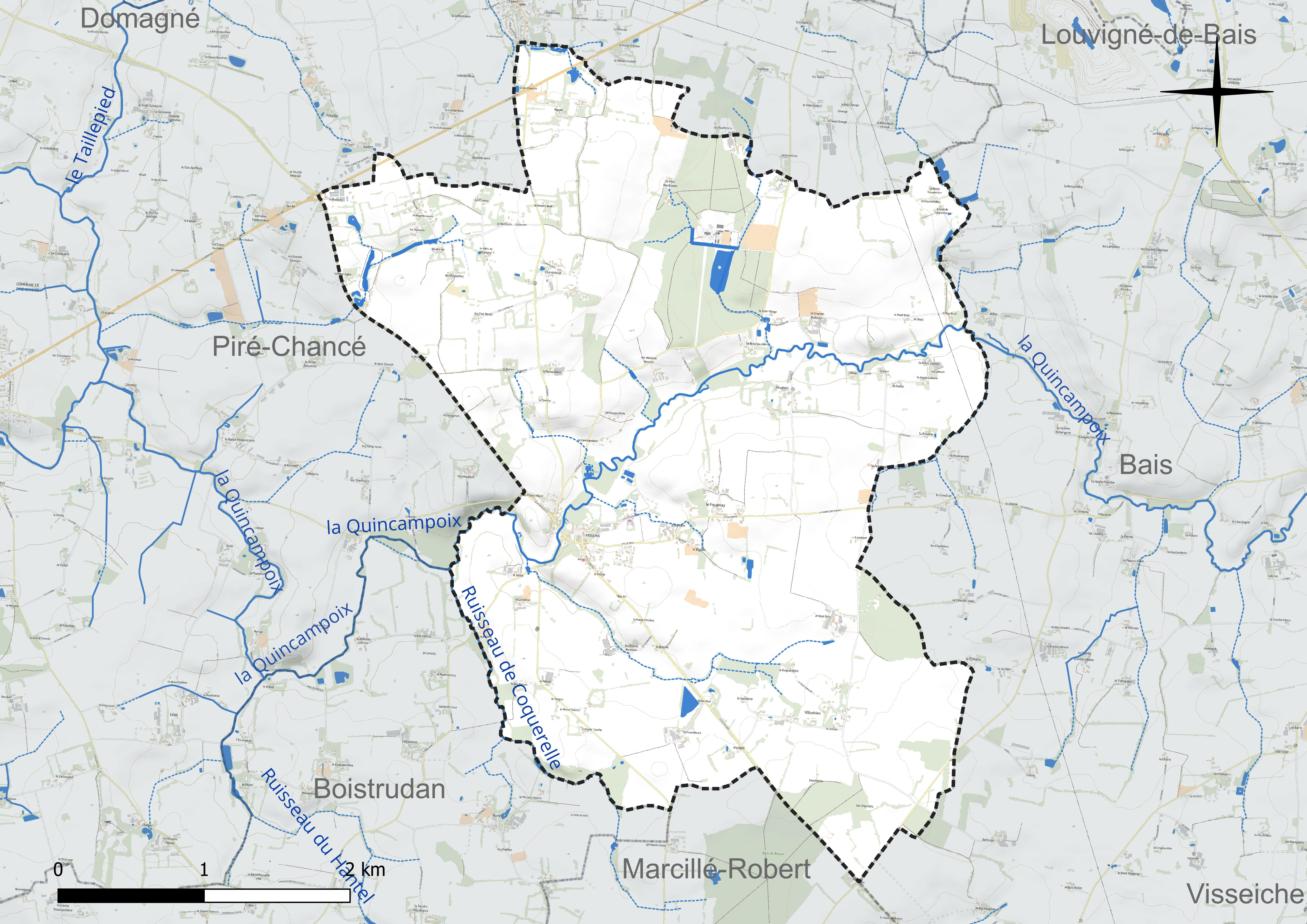
Réseau hydrographique de Moulins.

### Climat
Pour des articles plus généraux, voir Climat de la Bretagne et Climat d'Ille-et-Vilaine.
En 2010, le climat de la commune est de type climat océanique altéré, selon une étude du CNRS s'appuyant sur une série de données couvrant la période 1971-2000. En 2020, Météo-France publie une typologie des climats de la France métropolitaine dans laquelle la commune est exposée à un climat océanique et est dans la région climatique  Bretagne orientale et méridionale, Pays nantais, Vendée, caractérisée par une faible pluviométrie en été et une bonne insolation. Parallèlement l'observatoire de l'environnement en Bretagne publie en 2020 un zonage climatique de la région Bretagne, s'appuyant sur des données de Météo-France de 2009. La commune est, selon ce zonage, dans la zone « Sud Est », avec des étés relativement chauds et ensoleillés.  
Pour la période 1971-2000, la température annuelle moyenne est de 11,5 °C, avec une amplitude thermique annuelle de 13,1 °C. Le cumul annuel moyen de précipitations est de 768 mm, avec 12,7 jours de précipitations en janvier et 6,8 jours en juillet. Pour la période 1991-2020, la température moyenne annuelle observée sur la station météorologique la plus proche, située sur la commune d'Arbrissel à 10 km à vol d'oiseau, est de 12,1 °C et le cumul annuel moyen de précipitations est de 718,7 mm,. Pour l'avenir, les paramètres climatiques de la commune estimés pour 2050 selon différents scénarios d'émission de gaz à effet de serre sont consultables sur un site dédié publié par Météo-France en novembre 2022.

## Urbanisme

### Typologie
Au 1er janvier 2024, Moulins est catégorisée commune rurale à habitat dispersé, selon la nouvelle grille communale de densité à sept niveaux définie par l'Insee en 2022.
Elle est située hors unité urbaine. Par ailleurs la commune fait partie de l'aire d'attraction de Rennes, dont elle est une commune de la couronne,. Cette aire, qui regroupe 183 communes, est catégorisée dans les aires de 700 000 habitants ou plus (hors Paris),.

### Occupation des sols
L'occupation des sols de la commune, telle qu'elle ressort de la base de données européenne d'occupation biophysique des sols Corine Land Cover (CLC), est marquée par l'importance des territoires agricoles (94,3 % en 2018), une proportion sensiblement équivalente à celle de 1990 (94,1 %). La répartition détaillée en 2018 est la suivante : 
zones agricoles hétérogènes (45,3 %), terres arables (34,4 %), prairies (14,6 %), forêts (4 %), espaces verts artificialisés, non agricoles (1,6 %). L'évolution de l'occupation des sols de la commune et de ses infrastructures peut être observée sur les différentes représentations cartographiques du territoire : la carte de Cassini (XVIIIe siècle), la carte d'état-major (1820-1866) et les cartes ou photos aériennes de l'IGN pour la période actuelle (1950 à aujourd'hui).

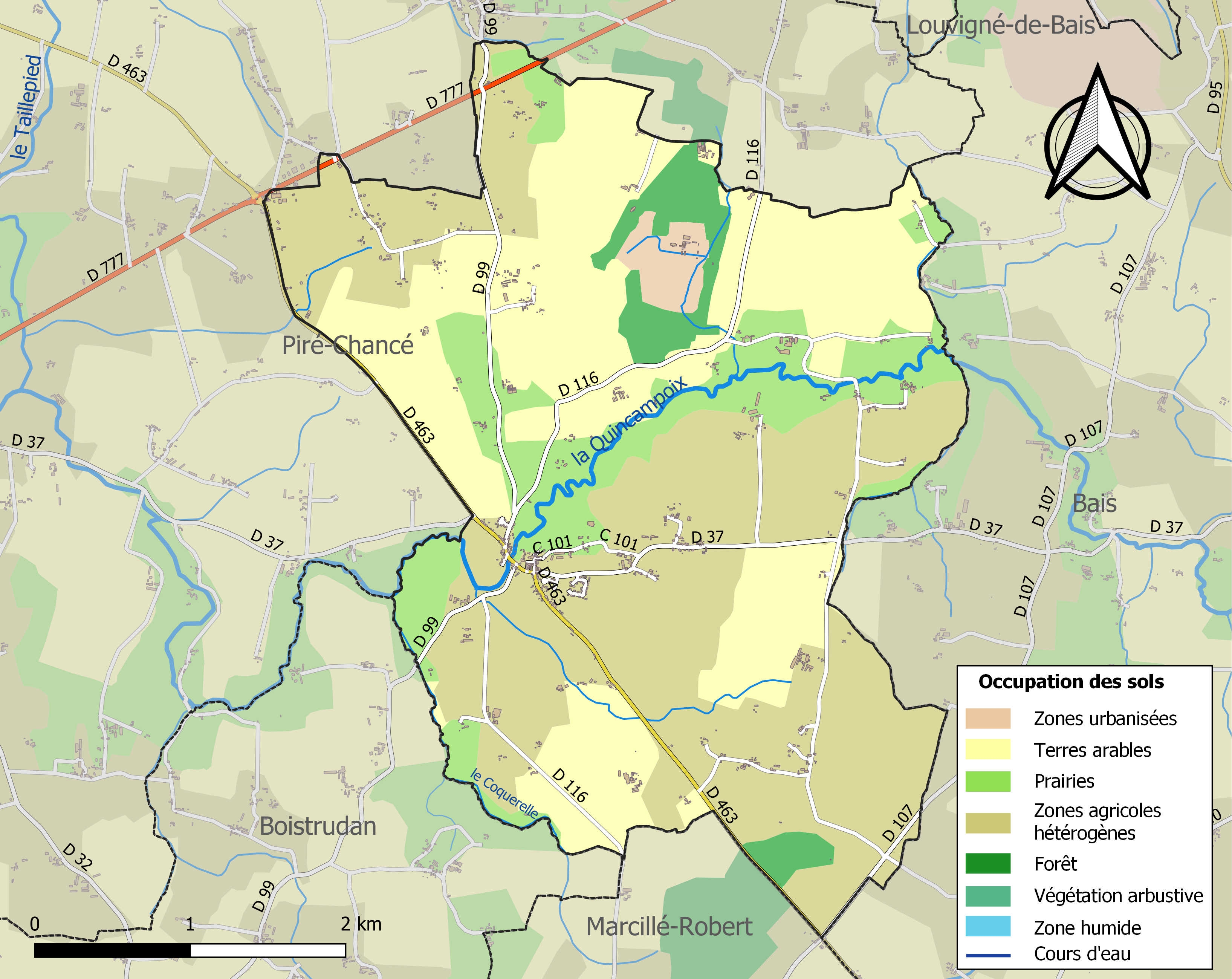
Carte des infrastructures et de l'occupation des sols de la commune en 2018 (CLC).

## Toponymie
Les formes anciennes attestées sont : ecclesia de Molins en 1158, de Moulins en 1185, de Molendinis en 1516.
La commune a été nommée par l'Office de la Langue Bretonne Melined en breton.
Le nom désigne par métonymie un meunier.
Le gentilé est Moulinois.

## Histoire

### Moyen-Âge
La paroisse de Moulins dépendait autrefois de la châtellenie du Désert, qui appartint aux barons de Châteaubriant, puis à ceux de Vitré à partir de 1542, et disposait du droit de haute justice. Le chef-lieu de la châtellenie du Désert se trouvait au manoir de la Rivière du Désert, en Visseiche, et s'étendait sur le territoire des paroisses d'Availles, Bais, Brielles, Chancé, Domalain, Gennes, Moulins, Moutiers, Le Pertre, Saint-Germain-du-Pinel, Vergéal et Visseiche.

### La Révolution française
Jean-Baptiste Gendrot, qui était curé de Marpiré avant la Révolution française, prêta le serment de fidélité à la Constitution civile du clergé, mais la paroisse de Marpiré étant alors supprimée, il fut nommé curé constitutionnel de Moulins. Il fut forcé de quitter la paroisse par crainte des chouans.

### LeXXesiècle

#### L'Entre-deux-guerres
Selon un article publié en 1926, l'école laïque de Moulins n'aurait eu à cette date aucun élève, mais conservait un enseignant titulaire.

## Politique et administration
| Période                                  | Période                | Identité           | Étiquette | Qualité                    |
| ---------------------------------------- | ---------------------- | ------------------ | --------- | -------------------------- |
| 1947                                     | 19..                   | Émile Évin         | MRP       |                            |
| mars 1959                                | mars 1989              | Le Huérou Kérisel  |           | Retraité                   |
| mars 1989                                | mars 2001              | Michel Carpentier  |           | Moniteur de CFPA           |
| mars 2001                                | 19 août 2021 Démission | Pierre Melot       | SE        | Conducteur de bus retraité |
| 31 août 2021                             | En cours               | Anne-Marie Morlier | SE        | Comptable                  |
| Les données manquantes sont à compléter. |                        |                    |           |                            |

## Démographie
L'évolution du nombre d'habitants est connue à travers les recensements de la population effectués dans la commune depuis 1793. Pour les communes de moins de 10 000 habitants, une enquête de recensement portant sur toute la population est réalisée tous les cinq ans, les populations de référence des années intermédiaires étant quant à elles estimées par interpolation ou extrapolation. Pour la commune, le premier recensement exhaustif entrant dans le cadre du nouveau dispositif a été réalisé en 2004.
En 2022, la commune comptait 716 habitants, en évolution de −0,14 % par rapport à 2016 (Ille-et-Vilaine : +5,46 %, France hors Mayotte : +2,11 %).
| 1793  | 1800 | 1806 | 1821  | 1831  | 1836  | 1841  | 1846  | 1851  |
| ----- | ---- | ---- | ----- | ----- | ----- | ----- | ----- | ----- |
| 1 102 | 890  | 908  | 1 346 | 1 332 | 1 343 | 1 391 | 1 390 | 1 400 |

| 1856  | 1861  | 1866  | 1872  | 1876  | 1881  | 1886  | 1891  | 1896  |
| ----- | ----- | ----- | ----- | ----- | ----- | ----- | ----- | ----- |
| 1 344 | 1 247 | 1 240 | 1 170 | 1 152 | 1 118 | 1 095 | 1 056 | 1 017 |

| 1901 | 1906 | 1911 | 1921 | 1926 | 1931 | 1936 | 1946 | 1954 |
| ---- | ---- | ---- | ---- | ---- | ---- | ---- | ---- | ---- |
| 974  | 954  | 907  | 770  | 777  | 774  | 796  | 798  | 761  |

| 1962 | 1968 | 1975 | 1982 | 1990 | 1999 | 2004 | 2006 | 2009 |
| ---- | ---- | ---- | ---- | ---- | ---- | ---- | ---- | ---- |
| 682  | 603  | 508  | 540  | 510  | 562  | 608  | 612  | 654  |

| 2014 | 2019 | 2022 | - | - | - | - | - | - |
| ---- | ---- | ---- | - | - | - | - | - | - |
| 712  | 713  | 716  | - | - | - | - | - | - |

## Transports
La commune est desservie par la ligne de bus n°9 de Vitré Communauté.

## Lieux et monuments

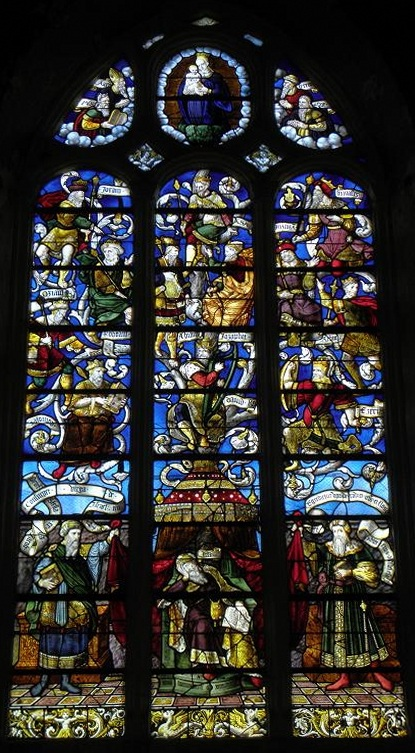
Le vitrail de l'arbre de Jessé conservé dans l'église Saint-Martin.

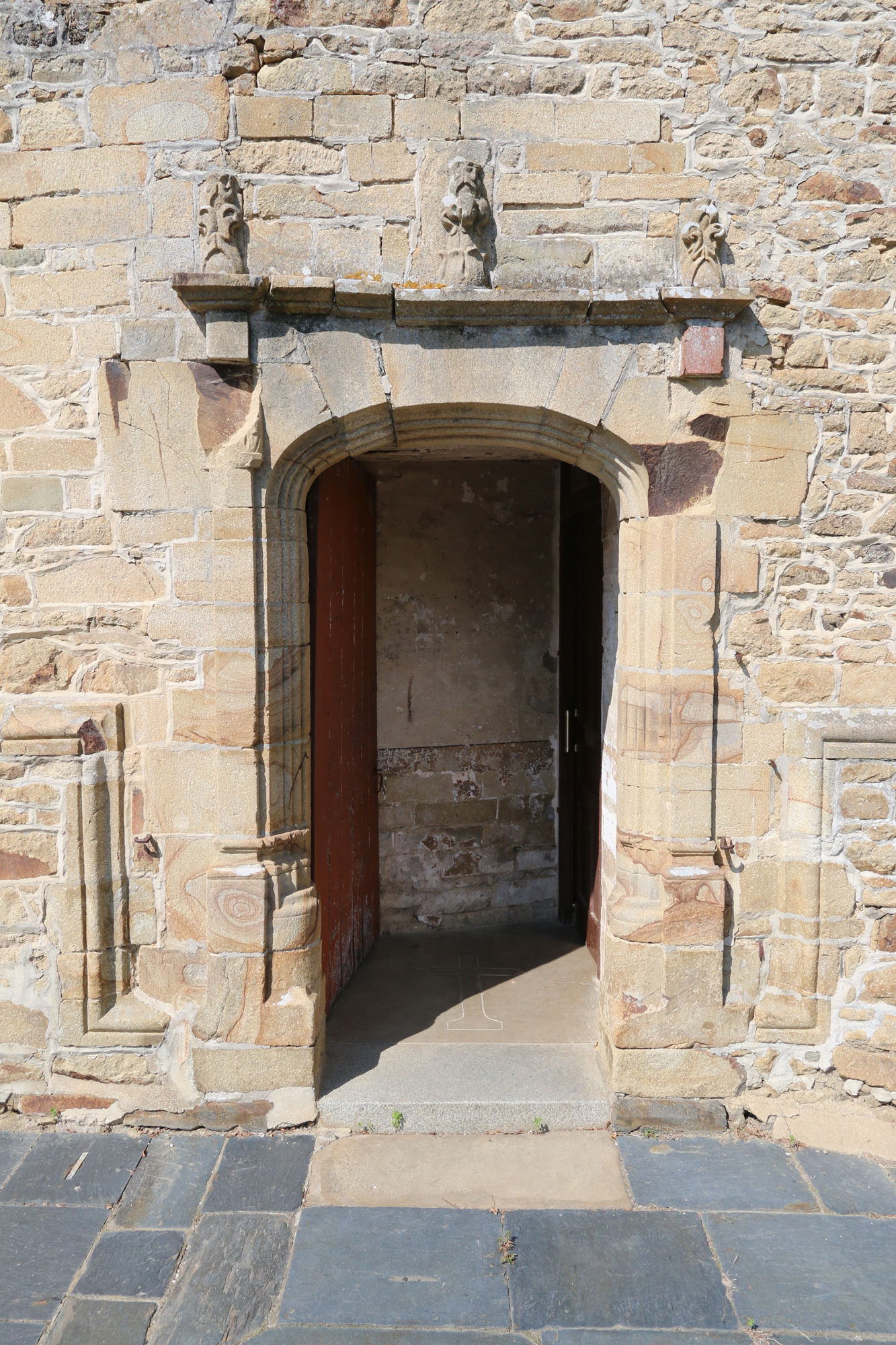
La porte de l'église Saint-Martin, face sud.

La commune abrite deux monuments historiques :
- le château de Monbouan, XVIIIe siècle, extérieur visitable l'été. Le château et son parc ont été inscrits par arrêté du 8 février 2000[29],[30]. L'ensemble constitue également un site classé ;
- l'église Saint-Martin a été construite au XVe siècle et compte des éléments du XIIe siècle ; elle a été remaniée au XVIIIe siècle. Elle est caractérisée par son clocher penché, un type de clocher rare. Elle a été inscrite par arrêté du 17 mai 1974[31],[32]. Elle renferme deux verrières anciennes dont un arbre de Jessé classé[33].

La commune possède également un important patrimoine bâti qui a été inventorié.

## Activité et manifestations
Depuis 2005 a lieu tous les ans le festival des Arts de la rue, DésArticulé.

## Personnalités liées à la commune
- Richard Mille, cofondateur de la marqué éponyme, et propriétaire du château de Monbouan sur la commune[36]